# Kuurne-Brussel·les-Kuurne 2018
La Kuurne-Brussel·les-Kuurne 2018 va ser la 70a edició de la Kuurne-Brussel·les-Kuurne. Es disputà el 25 de febrer de 2018 sobre un recorregut de 189,15 km amb sortida i arribada a Kuurne.
El vencedor final fou el neerlandès Dylan Groenewegen (Team LottoNL-Jumbo) que s'imposà a l'esprint al francès Arnaud Démare (FDJ) i a l'italià Sonny Colbrelli (Bahrain-Merida), segon i tercer respectivament.

## Equips
L'organització convidà a 25 equips a prendre part en aquesta cursa:
| WorldTeams (16)- Bora-Hansgrohe - Quick-Step Floors - BMC Racing Team - AG2R La Mondiale - Lotto NL-Jumbo - Lotto Soudal - Katusha-Alpecin - Sky - FDJ - Trek-Segafredo - Mitchelton-Scott - Bahrain-Merida - EF Education First-Drapac p/b Cannondale - Astana - Dimension Data - UAE Team Emirates Equips continentals professionals (9)- Direct Énergie - Sport Vlaanderen-Baloise - Wanty-Groupe Gobert - Cofidis, Solutions Crédits - Roompot-Nederlandse Loterij - Israel Cycling Academy - Fortuneo-Samsic - WB-Aqua Protect-Veranclassic - Vérandas Willems-Crelan |
| |

## Classificació final
| \| Classificació general \| Classificació general \| Classificació general \| Classificació general \| Classificació general \| \| Corredor \| Corredor \| Equip \| Temps \| \| \| --------------------- \| --------------------- \| ---------------------------- \| --------------------- \| --------------------- \| \| 1r \| Dylan Groenewegen \| LottoNL-Jumbo \| 4h 51' 41" \| \| \| 2n \| Arnaud Démare \| FDJ \| + 0" \| \| \| 3r \| Sonny Colbrelli \| Bahrain-Merida \| + 0" \| \| \| 4t \| Pim Ligthart \| Roompot-Nederlandse Loterij \| + 0" \| \| \| 5è \| Justin Jules \| WB-Aqua Protect-Veranclassic \| + 0" \| \| \| 6è \| Jean-Pierre Drucker \| BMC Racing Team \| + 0" \| \| \| 7è \| Guillaume Boivin \| Israel Cycling Academy \| + 0" \| \| \| 8è \| Łukasz Wiśniowski \| Team Sky \| + 0" \| \| \| 9è \| Julien Vermote \| Dimension Data \| + 0" \| \| \| 10è \| Timothy Dupont \| Wanty-Groupe Gobert \| + 0" \| \| |                     |                              |            |
| |                     |                              |            |
| Font: ProCyclingStats |                     |                              |            |
| Classificació general |                     |                              |            |
| Corredor | Corredor            | Equip                        | Temps      |
| 1r | Dylan Groenewegen   | LottoNL-Jumbo                | 4h 51' 41" |
| 2n | Arnaud Démare       | FDJ                          | + 0"       |
| 3r | Sonny Colbrelli     | Bahrain-Merida               | + 0"       |
| 4t | Pim Ligthart        | Roompot-Nederlandse Loterij  | + 0"       |
| 5è | Justin Jules        | WB-Aqua Protect-Veranclassic | + 0"       |
| 6è | Jean-Pierre Drucker | BMC Racing Team              | + 0"       |
| 7è | Guillaume Boivin    | Israel Cycling Academy       | + 0"       |
| 8è | Łukasz Wiśniowski   | Team Sky                     | + 0"       |
| 9è | Julien Vermote      | Dimension Data               | + 0"       |
| 10è | Timothy Dupont      | Wanty-Groupe Gobert          | + 0"       |